# Bulbophyllum fulvibulbum
Bulbophyllum fulvibulbum es una especie de orquídea en el género Bulbophyllum.

## Distribución y hábitat
Se distribuye por Borneo, en Sabah como una orquídea epifita con pseudobulbo.

## Taxonomía
Bulbophyllum fulvibulbum fue descrita por Jaap J. Vermeulen y publicado en Orchids of Borneo 2: 23. 1991.
Etimología
Bulbophyllum: nombre genérico que se refiere a la forma de las hojas que es bulbosa.
fulvibulbum: epíteto latino que significa "con bulbo amarillento".